# جمية غابية
الجُمِية الغابية (باللاتينية: Phacelia nemoralis) نوع نباتي ينتمي إلى جنس الجمية من الفصيلة الحمحمية.
موطنها ولايات واشنطن وأوريغون وكاليفورنيا الأمريكية.